# Zinacantán

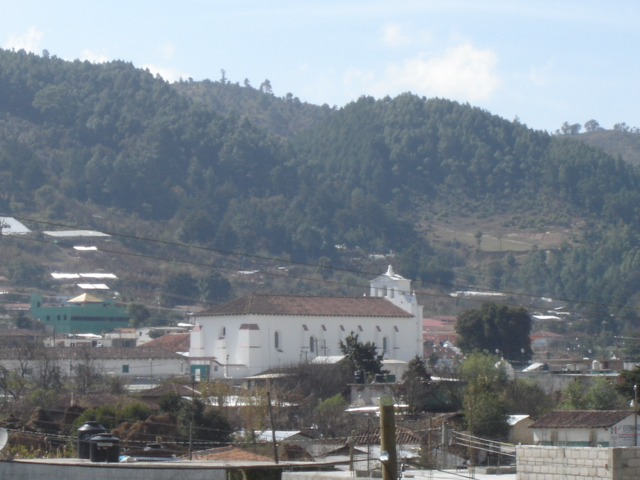
Partial view of Zinacantan with San Lorenzo (Saint Lawrence) Church in the middle

Zinacantán (16º 45' N, 092º 42' O) é um município do estado mexicano de Chiapas. Sua população é de aproximadamente 30 mil habitantes (2006). Sua principal fonte de rendimento é o cultivo das flores e venda de artesanato aos turistas. Os habitantes falam espanhol e tzotzil (ou "tsotsil"), uma língua da família linguística maia.